# قريضة مريمية الأوراق
القريضة مريمية الأوراق نوع نباتي يتبع جنس القريضة من الفصيلة القريضية (باللاتينية: Cistaceae).

## الموئل والانتشار
موطن هذا النبات المناطق المتوسطية في المشرق العربي والمغرب العربي وجنوب أوروبا.

## معرض صور

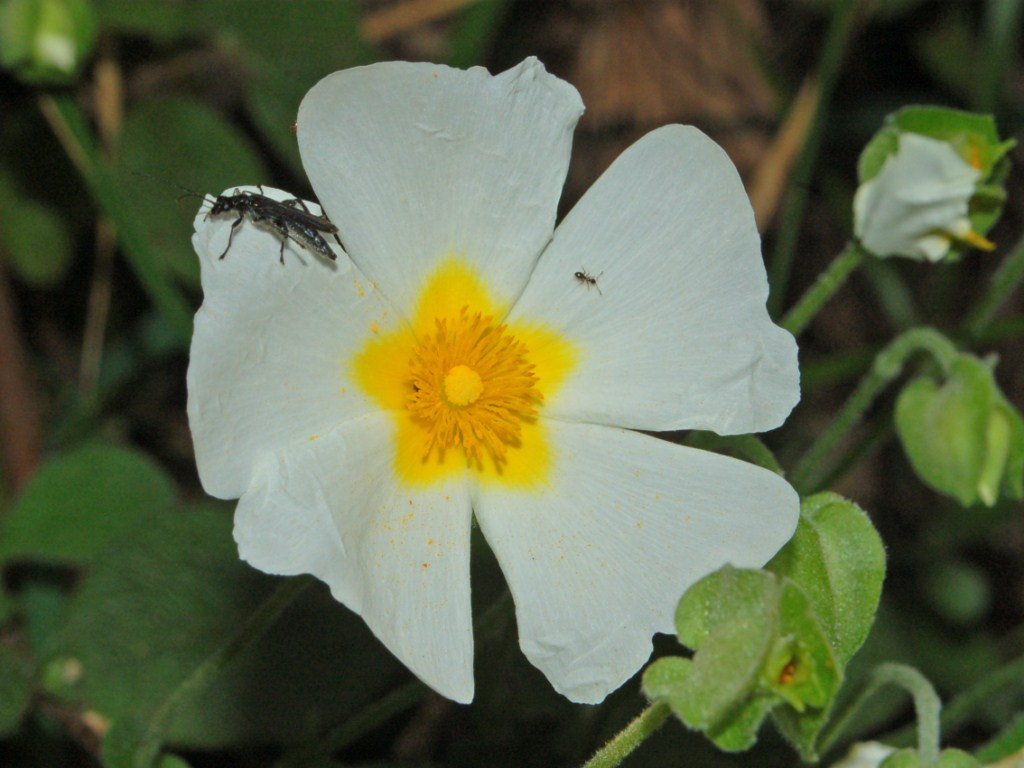
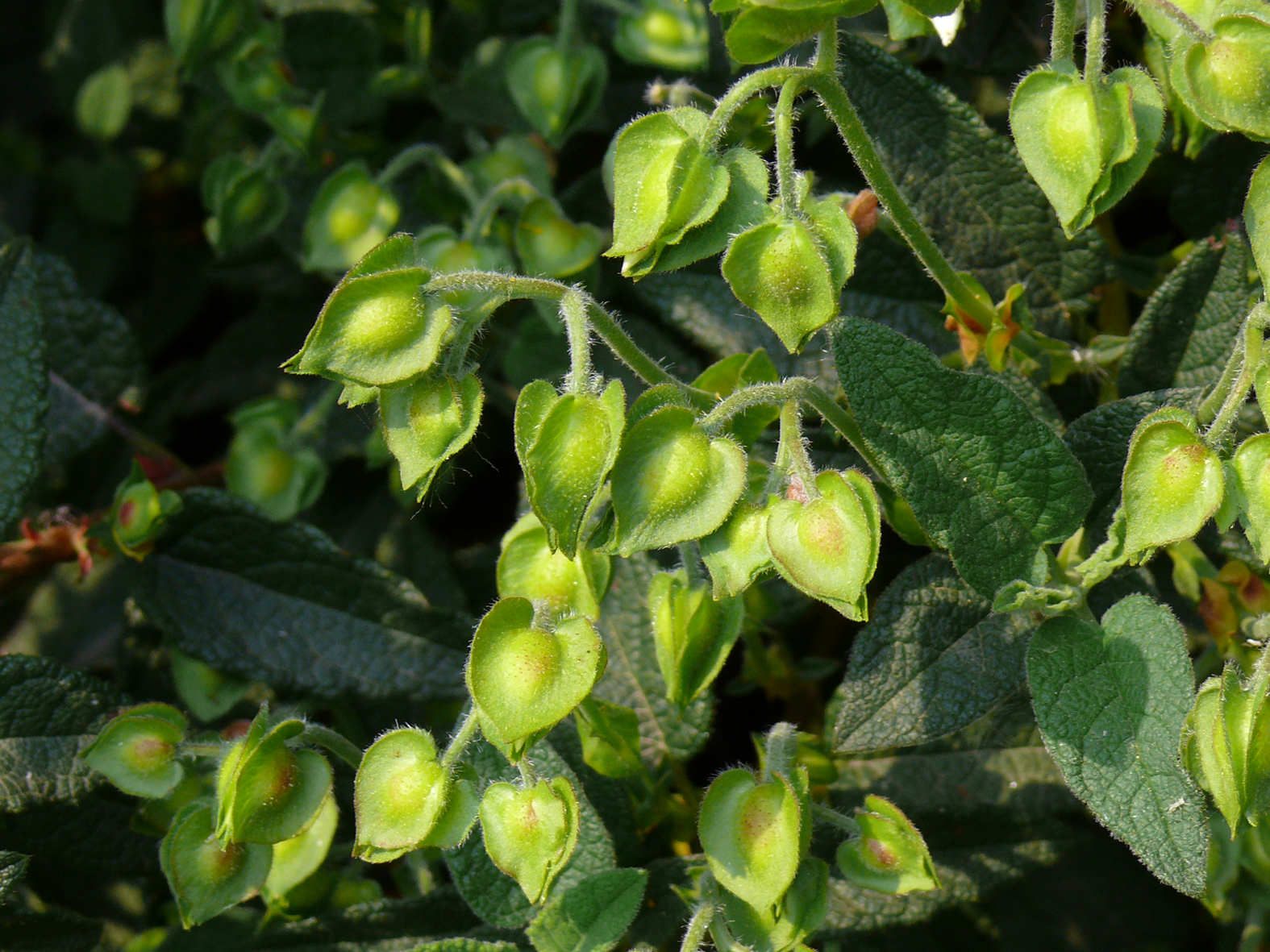
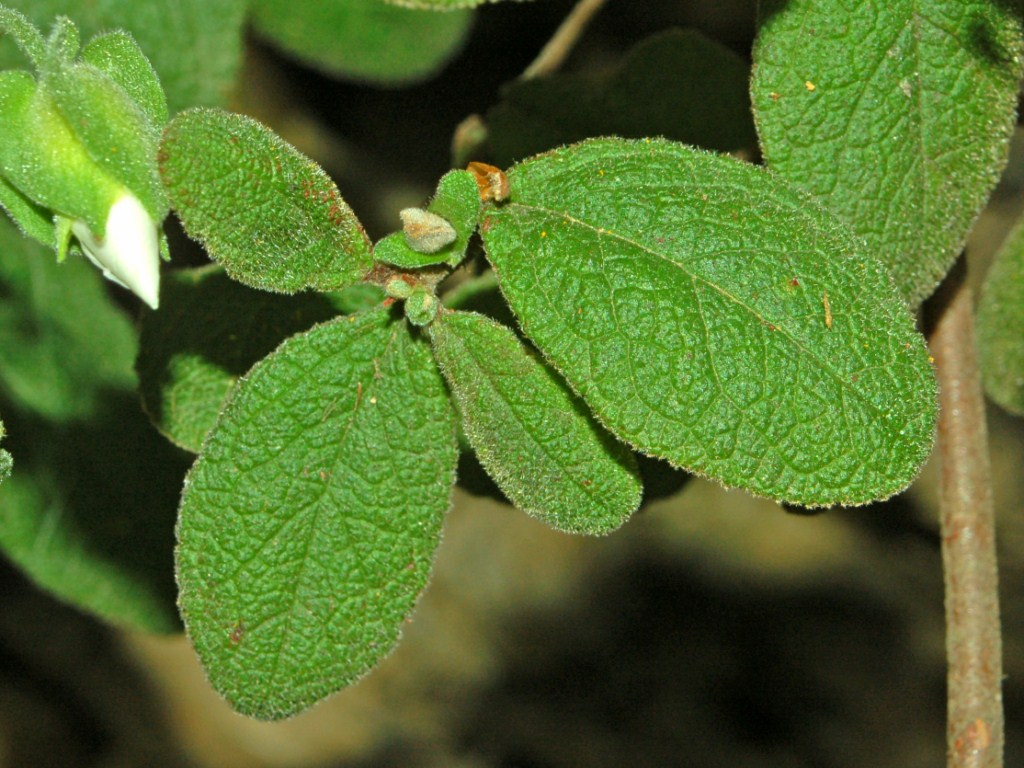
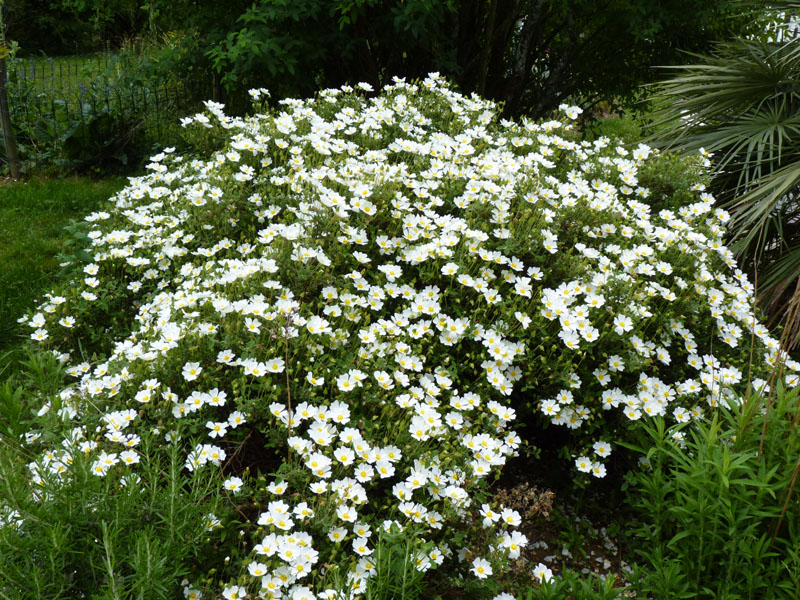
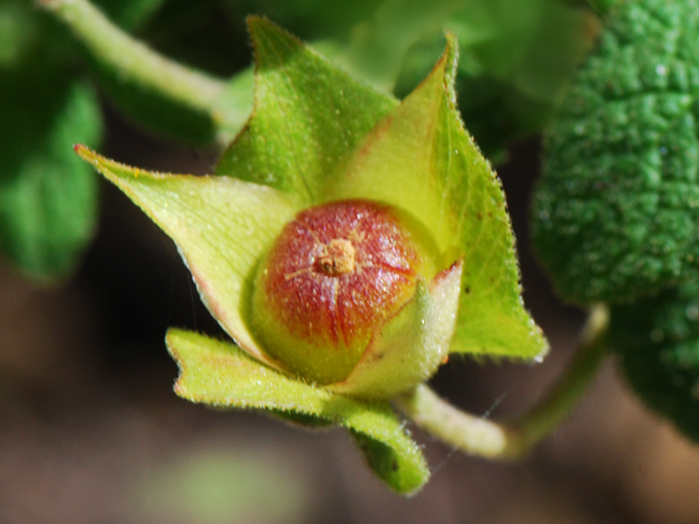

## الوصف النباتي
اكتسبت اسمها من المريمية.